# 越剧十姐妹

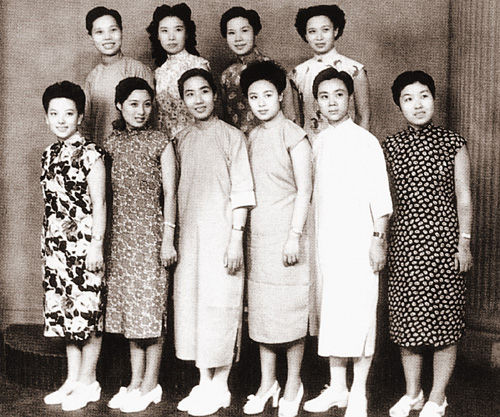
1947年越剧《山河恋》上演时越剧十姐妹合影（前排左起：徐天红、傅全香、袁雪芬、竺水招、范瑞娟、吴小楼；后排左起：张桂凤、筱丹桂、徐玉兰、尹桂芳）

越剧十姐妹是对1940年代上海十位著名越剧演员的合称，包括袁雪芬、徐天红、吴小楼、尹桂芳、徐玉兰、竺水招、筱丹桂、张桂凤、傅全香、范瑞娟。
1947年8月19日，袁雪芬、尹桂芳、筱丹桂、范瑞娟、傅全香、徐玉兰、竺水招、张桂凤、徐天红、吴小楼等十人在上海黄金大戏院演出《山河恋》，史称“越剧十姐妹”。越剧十姐妹对越剧的发展做出了重要的贡献。